# Morten Grunwald
Morten Grunwald, właśc. Walter Morten Grunwald (ur. 9 grudnia 1934 w Odense, zm. 14 listopada 2018 w Hellerup) – duński aktor i reżyser filmowy.

## Życiorys
Jego najbardziej znaną rolą jest postać Benny’ego – złodziejaszka-nieudacznika z komediowej serii Gang Olsena.
14 listopada 2018 zmarł w wieku 83 lat na raka tarczycy. 

## Wybrana filmografia
- 1968–1998: Gang Olsena – Benny Frandsen
- 2007: Czarna Madonna – Kurt
- 2010: Eksperyment – pan Omann